# Byasjön (Tolgs socken, Småland)
Byasjön är en sjö i Växjö kommun i Småland och ingår i Mörrumsåns huvudavrinningsområde. Sjön har en area på 0,293 kvadratkilometer och ligger 180 meter över havet. Vid provfiske har abborre, braxen, gädda och mört fångats i sjön.

## Delavrinningsområde
Byasjön ingår i det delavrinningsområde (633222-144233) som SMHI kallar för Utloppet av Öjaren. Medelhöjden är 202 meter över havet och ytan är 29,27 kvadratkilometer. Räknas de 28 avrinningsområdena uppströms in blir den ackumulerade arean 633,57 kvadratkilometer. Avrinningsområdets utflöde Mörrumsån (Åbyån) mynnar i havet. Avrinningsområdet består mestadels av skog (70 procent) och jordbruk (13 procent). Avrinningsområdet har 2,43 kvadratkilometer vattenytor vilket ger det en sjöprocent på 8,3 procent.